# Xã Norton, Quận Jefferson, Kansas
Xã Norton (tiếng Anh: Norton Township) là một xã thuộc quận Jefferson, tiểu bang Kansas, Hoa Kỳ. Năm 2010, dân số của xã này là 931 người.